# Lazza
Lazza, pseudonimo di Jacopo Lazzarini (Milano, 22 agosto 1994), è un rapper, musicista e produttore discografico italiano.

## Biografia

### Primi anni
Ha iniziato gli studi in pianoforte presso il liceo musicale del conservatorio Giuseppe Verdi di Milano, cambiando successivamente indirizzo in un liceo linguistico ma senza conseguire la maturità. Successivamente è passato nel mondo dell'hip-hop, entrando nei collettivi Zero2 e Blocco Recordz. Nel 2009 ha preso parte alla manifestazione annuale di freestyle Tecniche Perfette.
Il 5 novembre 2012 è avvenuto il suo debutto discografico con la pubblicazione del mixtape Destiny Mixtape, distribuito gratuitamente; nel brano Putas figura la partecipazione di Giaime. Il 29 dicembre 2014 è stata la volta di un secondo mixtape, K1 Mixtape, realizzato con la produzione di DJ Telaviv della Blocco Recordz; tale pubblicazione ha visto anche la partecipazione del rapper Emis Killa nel brano #NSSAUC. La collaborazione con quest'ultimo si è rinnovata l'anno successivo con i brani B.Rex Bestie e Bella idea, presenti in Keta Music Vol. 2.
Nel 2016 ha preso parte alla trasmissione radiofonica hip hop Real Talk Radio. Il 12 e il 30 dicembre dello stesso anno ha reso disponibili digitalmente i singoli DDA e Super Santos Freestyle.

### 2017-2018:Zzala
Il 20 marzo 2017 Lazza ha annunciato il suo album di debutto Zzala, pubblicato il 14 aprile seguente. Rispetto ai mixtape precedenti, l'album si caratterizza per l'incrocio tra sonorità trap e l'uso del pianoforte di ispirazione classica; tra gli undici brani in esso contenuti è presente anche MOB, realizzato con la partecipazione di Nitro e Salmo. Il disco è stato promosso nell'estate 2017 attraverso due tournée, lo Zzala tour e lo Zzala Winter tour.
Nei mesi seguenti, si è dedicato alla produzione di brani per Ernia (Disgusting), Nitro (Passepartout) e Salmo (Lunedì). Fabri Fibra partecipa alla sua canzone Lario RMX. Inoltre, Zzala viene certificato disco d'oro così come i brani DDA, MOB mentre il brano Lario è stato certificato disco di platino.

### 2018-2019:Re MidaeJ
Nel luglio 2018 ha pubblicato il singolo Porto Cervo, certificato successivamente disco di platino. Anticipato dai singoli Gucci Ski Mask (che vede la collaborazione di Gué Pequeno) e Netflix, il 1º marzo 2019 esce il suo secondo album in studio, Re Mida, che vede la collaborazione di Tedua, Izi, Fabri Fibra, Luchè, Giaime e Kaydy Cain.
L'album costituisce un'ulteriore evoluzione dello stile musicale di Lazza, che abbraccia quasi totalmente la musicalità trap. Il disco, prodotto da 333 Mob e Universal, debutta in prima posizione nella Classifica FIMI Album. Il 3 ottobre vengono commercializzati Re Mida (Aurum), riedizione dell'album originale con bonus track, e l'EP Re Mida (Piano Solo), quest'ultimo contenente alcuni brani del disco originale riarrangiati per solo pianoforte e voce. Gli album sono stati anticipati dalla pubblicazione del singolo Ouver2re.
Il 6 luglio 2020 ha annunciato la pubblicazione del mixtape J, uscito il 17 dello stesso mese. Il disco si compone di dieci brani in collaborazione con artisti come Capo Plaza, Thasup, Pyrex e Tony Effe del collettivo Dark Polo Gang, Gué Pequeno, Shiva, Rondodasosa, Geolier e Gemitaiz. Nello stesso anno è in tre pezzi del mixtape Bloody Vinyl 3 di DJ producer Slait, Low Kidd, Young Miles e Thasup.

### 2022-2023:Sirioe Festival di Sanremo 2023
Nel marzo 2022 è stata resa ufficiale la pubblicazione dell'album Sirio, avvenuta l'8 aprile seguente. Prodotto in gran parte da Low Kidd, Drillionaire e Young Miles, contiene diciassette tracce in collaborazione con rapper italiani e internazionali quali Tory Lanez, French Montana, Geolier, Sfera Ebbasta e Noyz Narcos. È stato anticipato dai singoli Ouv3rture e Molotov, resi disponibili rispettivamente il 10 e il 25 marzo. L'album ha debuttato al primo posto della classifica FIMI Album e, nella stessa settimana, la settima traccia Piove (in collaborazione con Sfera Ebbasta) si è imposta al vertice della Top Singoli.
Nel corso dei due anni seguenti Sirio è stato certificato con un disco di diamante, primo disco rap italiano ad aver raggiunto questo obiettivo. Inoltre è il terzo album rimasto per più tempo in testa alla classifica FIMI della musica italiana (ventuno settimane), battendo il record precedente di Vivere o niente di Vasco Rossi. A fine anno è inoltre risultato essere il più venduto in Italia, con ogni suo brano certificato, altro primato.
Il 16 dicembre 2024 Sirio è stato certificato disco di diamante.
Nel 2023 ha preso parte per la prima volta in carriera al 73º Festival di Sanremo, durante il quale ha presentato il brano Cenere, classificandosi al secondo posto. In occasione della serata dedicata alle cover ha interpretato La fine di Nesli insieme a Emma Marrone e Laura Marzadori.
Il 31 marzo 2023, in occasione della prima tournée nei palazzetti dell'artista, viene pubblicato il singolo Zonda. Nello stesso anno è uscito l'album 10 di Drillionaire, in cui Lazza appare come artista ospite in quattro brani, tra cui il singolo Bon ton, che ha esordito in cima alla Top Singoli.
Nel 2023 la rivista Forbes Italia lo ha inserito tra gli under 30 italiani che avranno maggiore impatto nel futuro per la categoria musica. Il 17 novembre dello stesso anno ha collaborato al brano G63 di Sfera Ebbasta in collaborazione con Shiva, contenuto in X2VR.

### 2024-presente:Locura
Il 27 febbraio 2024 è stato pubblicato il singolo 100 messaggi, originariamente presentato dall'artista alla serata finale del 74º Festival di Sanremo, cui fa seguito, il 13 settembre di quello stesso anno, l'uscita di Zeri in più (Locura), in collaborazione con Laura Pausini. Entrambe le pubblicazioni anticipano l'uscita del quarto album in studio Locura, avvenuta il 20 settembre seguente. Nell'album si trovano partecipazioni di Artie 5ive, Guè, Marracash, Kid Yugi, Ghali, Sfera Ebbasta e Lil Baby.
Come per i precedenti lavori di Lazza, Locura ottiene un notevole successo commerciale, debuttando alla prima posizione alla Classifica FIMI Album e venendo certificato disco di platino in una sola settimana. È risultato, inoltre, essere l'album più venduto di sempre nella prima settimana nella storia del rap italiano, e il più venduto in assoluto in Italia, sempre nello stesso arco di tempo, nell'era dello streaming.

## Vita privata
Dal 2020 al 2023 è stato legato alla modella e ballerina Debora Oggioni.
Dalla fine del 2023 è legato sentimentalmente alla modella e influencer Greta Orsingher. Il 13 novembre 2024 è nato il loro primo figlio, Noah.

## Discografia
- 2017 – Zzala
- 2019 – Re Mida
- 2022 – Sirio
- 2024 – Locura

## Tournée
- 2017 – Fuego tour
- 2017 – Zzala tour
- 2019 – Re Mida tour
- 2022 – Sirio tour
- 2023 – Ouver-tour
- 2025 – Locura tour

## Partecipazioni a manifestazioni canore
- Festival di Sanremo (Rai 1)
  - 2023 – 2º posto con Cenere

## Doppiaggio
- Generale Chungus, Un film Minecraft (A Minecraft Movie), regia di Jared Hess (2025)[42]

## Riconoscimenti
- Forbes Italia
  - 2023 – Inserimento tra gli under 30 italiani di maggiore impatto nel futuro nella categoria "Musica"[36]